# Zygophyllum berenicense
Zygophyllum berenicense är en pockenholtsväxtart som först beskrevs av Reinhold Conrad Muschler, och fick sitt nu gällande namn av Hadidi. Zygophyllum berenicense ingår i släktet Zygophyllum och familjen pockenholtsväxter. Inga underarter finns listade i Catalogue of Life.